# Santiago Aloi
Santiago Aloi (Villa María, Provincia de Córdoba, Argentina, 26 de marzo de 1987) es un futbolista profesional.

## Clubes
| Club                   | País       | Año         |
| ---------------------- | ---------- | ----------- |
| River Plate            | Argentina  | 2006 - 2007 |
| Watford                | Inglaterra | 2007 - 2008 |
| Belgrano               | Argentina  | 2009        |
| Liberia Mía            | Costa Rica | 2010 - 2012 |
| Alumni                 | Argentina  | 2012 - 2013 |
| Kidderminster Harriers | Inglaterra | 2014        |
| Mitre                  | Argentina  | 2014        |
| Instituto              | Argentina  | 2015        |
| Club Atlético Alumni   | Argentina  | 2016        |